# Осоркон Старший
Осоркон Старший — давньоєгипетський фараон з XXI династії.

## Життєпис
Був сином вождя лівійського племені ма (мешвеш) Шешонка Старшого, братом Німлота А, дядьком Шешонка I й першим фараоном лівійського походження, який правив у Єгипті.
Незважаючи на те, що в історії Стародавнього Єгипту було кілька правителів з іменем Осоркон, Осоркон Старший традиційно не має порядкового номера.